# 埃皮纳克
埃皮纳克（法語：Épinac，發音：[epinak]），法国中东部城市，勃艮第-弗朗什-孔泰大区索恩-卢瓦尔省的一个市镇，隶属于欧坦区，其市镇面积为25.77平方公里，2022年1月1日时人口数量为2,150人，在法国市镇中排名第5,082位。
埃皮纳克位于索恩-卢瓦尔省北部，其北侧与科多尔省接壤，是一个区域性的中心城市，近现代因煤炭开采而兴盛。

## 地名来源
“Épinac”转写自“Apinac”，后者为福雷地区的一处堂区，十六世纪末当地女领主通过联姻继承了此地。1905至1968年间，埃皮纳克曾使用“Épinac-les-Mines”作为官方名称。

## 历史

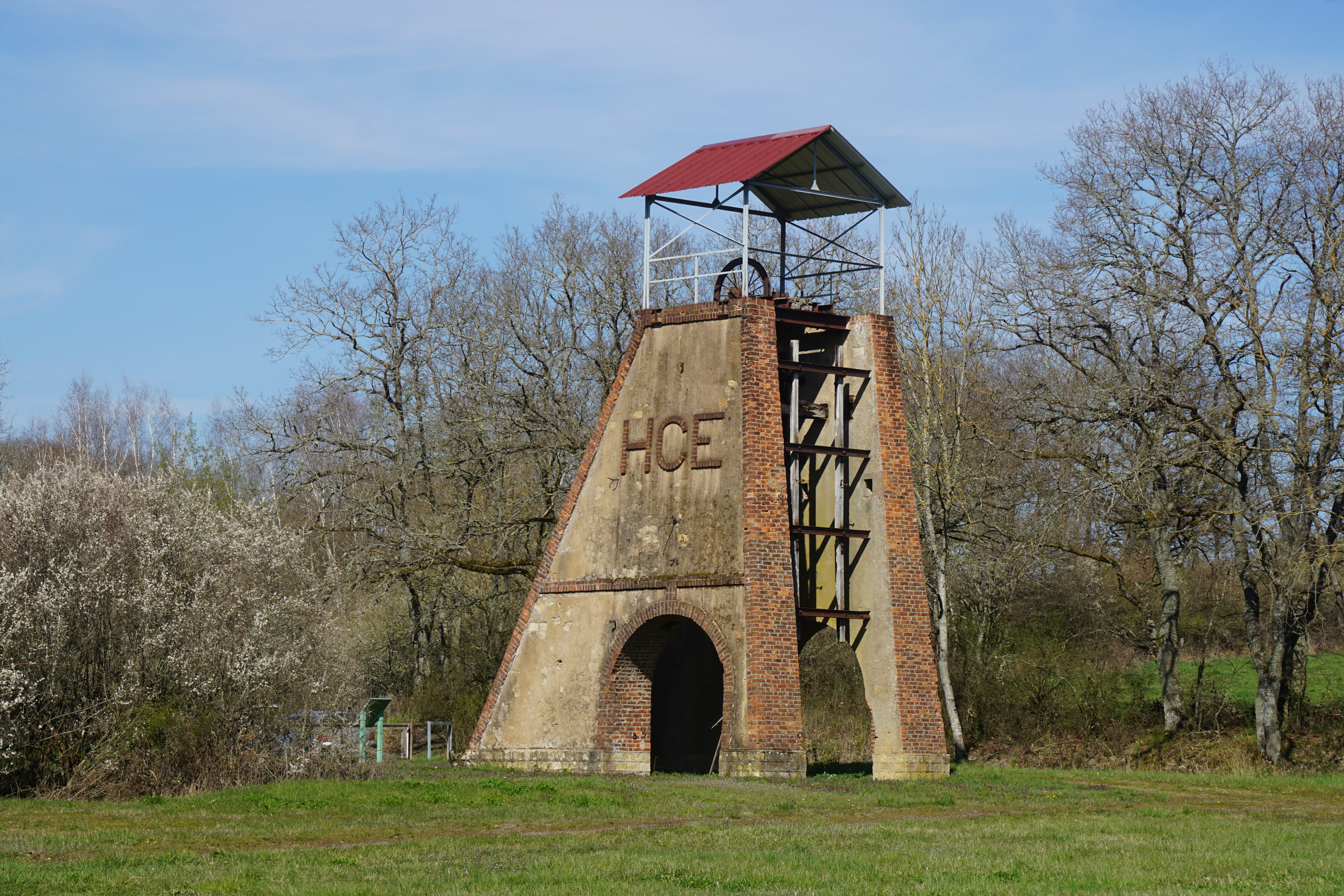
一处矿井遗址

埃皮纳克的早期历史尚不清楚。根据当地官方网站的论述，埃皮纳克早在古典时期就已出现人类活动，彼时该地为爱杜依人的活动范围，罗马时代一条道路由此通过。1209年，埃皮纳克首次在一份文件中被提及，彼时当地名为“莫内斯图瓦”（Monestoy）。中世纪末，莫内斯图瓦约有200人口，当地领主在此修建城堡。法国大革命后，埃皮纳克成为索恩-卢瓦尔省的一个市镇，并自1802年起成为埃皮纳克县的县治。工业革命期间，埃皮纳克附近发现煤炭资源并得到开采，其中奥廷格矿井附近还建成了大型火电厂。工业发展使得埃皮纳克人口数量快速增加，并出现了地方铁路公司。途经埃皮纳克的埃唐—桑特奈铁路、埃皮纳克—普耶奈铁路和第戎—埃皮纳克铁路相继建成通车。二十世纪中期，随着埃皮纳克煤矿的枯竭，当地的铁路相继废弃，人口数量亦逐年减少。2014年，埃皮纳克县被撤销。

## 地理

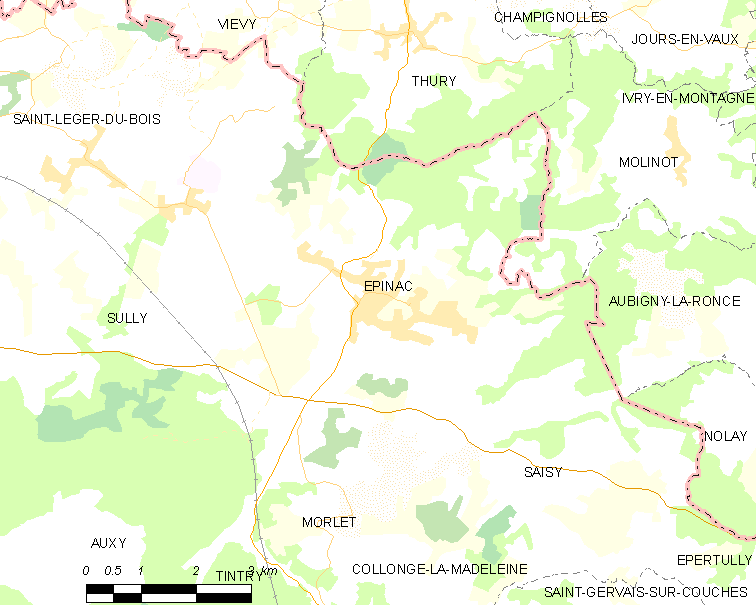
埃皮纳克市镇范围地图

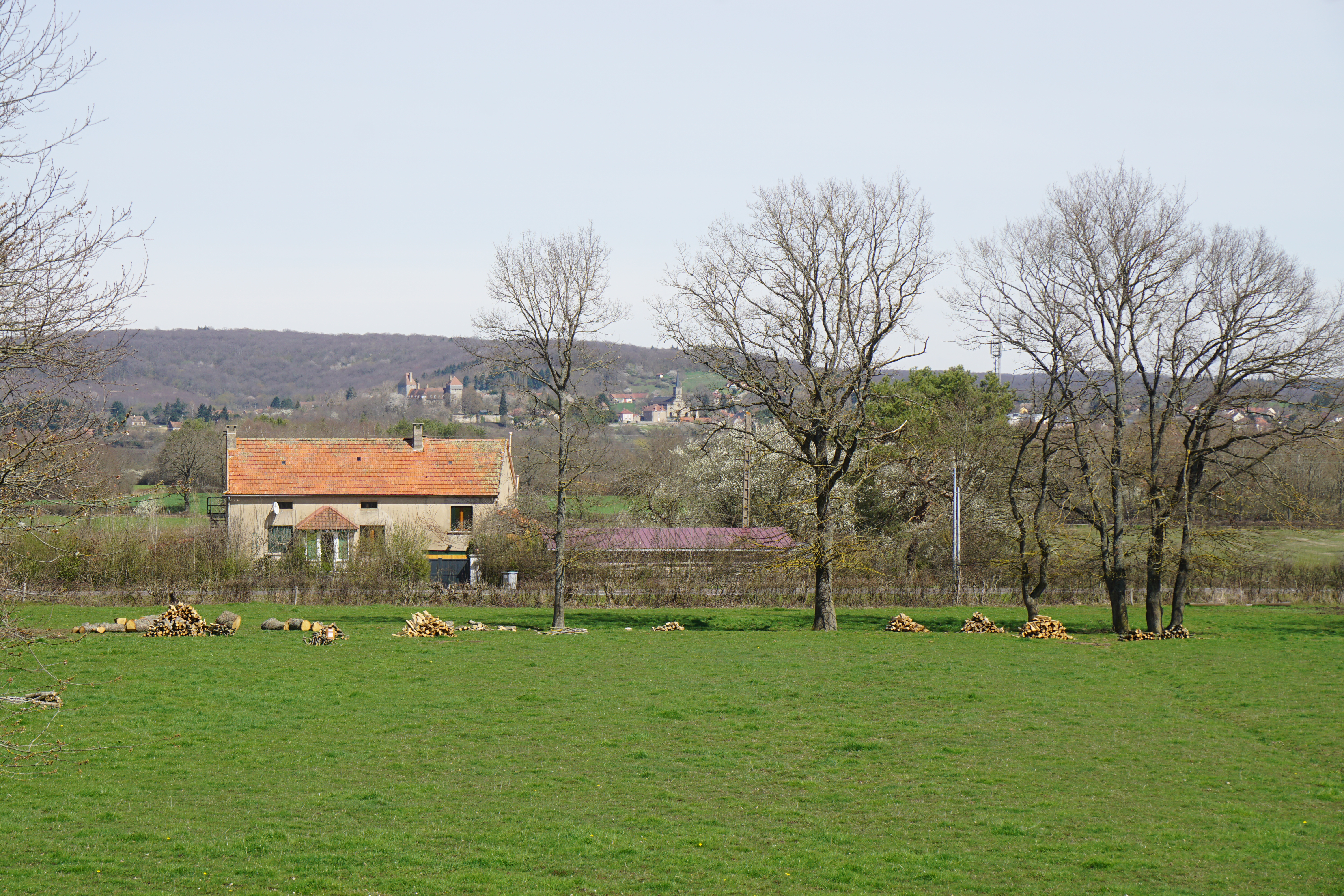
埃皮纳克附近的自然景观

埃皮纳克位于法国中东部，勃艮第-弗朗什-孔泰大区中西部和索恩-卢瓦尔省北部，距离省会马孔大约101公里。与埃皮纳克接壤的市镇包括：欧比尼拉龙斯、欧克西、莫利诺、莫尔莱、赛西、叙利和蒂里。

### 地形
埃皮纳克位于欧蒂努瓦东部，境内以浅丘和丘陵为主，市镇中心位于一处相对平缓的河谷地带，整体地势自西向东略有抬升，东部部分区域起伏明显，全境海拔在314到475米之间。

### 水文
德雷河自南向西北流经埃皮纳克，其右岸支流米耶特河（La Miette）在此与其交汇。

### 植被
埃皮纳克属于温带阔叶混交林区，林地多分布于河流附近及坡地地带，市镇范围东部为特罗树林（Bois des Teuraud）和布莱树林（Bois de Boulay），市区北部为锡亚尔树林（Bois de Sciard）。
在鲜花城市的评比中，埃皮纳克暂未被评级。

### 气候
埃皮纳克在柯本气候分类法中属于带有一定大陆性气候特征的温带海洋性气候（Cfb）。

## 行政区划
埃皮纳克的市镇编号为71190，邮政编号为71360。
在行政管理方面，埃皮纳克隶属于法国勃艮第-弗朗什-孔泰大区索恩-卢瓦尔省欧坦区；在地方选举方面，埃皮纳克是欧坦第一县的中央投票站所在地，其市镇范围全境被划入索恩-卢瓦尔省第三选区；在社会管理方面，埃皮纳克是大欧坦莫尔旺市镇公共社区的办公驻地。
截至2024年12月，埃皮纳克市镇范围内暂无任何城市敏感街区及城市政策优先街区。
法国国家统计与经济研究所（简称“INSEE”）在进行数据统计时，将埃皮纳克市镇单独设为埃皮纳克城市核心区（Unité urbaine d'Épinac），未将埃皮纳克划入任何城市区（Aire urbaine）。自2020年起，埃皮纳克被划入包含42个市镇的欧坦城市辐射区。此外，INSEE还将埃皮纳克市镇整体看作一个“块区”（IRIS），以便于统计人口分布情况。

## 交通

### 公路
索恩-卢瓦尔省省道D26线、D43线、D217线、D241线和D973线在埃皮纳克境内交汇。勃艮第-弗朗什-孔泰大区城际客运（商业名称为“Mobigo”）LR705线经停埃皮纳克，可通往沙尼和欧坦。
2021年，60.8%的埃皮纳克家庭拥有至少一辆私人汽车。2020年，埃皮纳克境内共发生各类交通事故1起，造成1人受伤。
| 24.1 | 32 |

| 25 | 41 |

| 马孔 | 102 |

| 索恩河畔沙隆 | 44 |

| 博讷 | 34 |

| 诺莱 | 13 |

| 欧坦 | 19 |

| 阿尔奈勒迪克 | 19 |

### 铁路

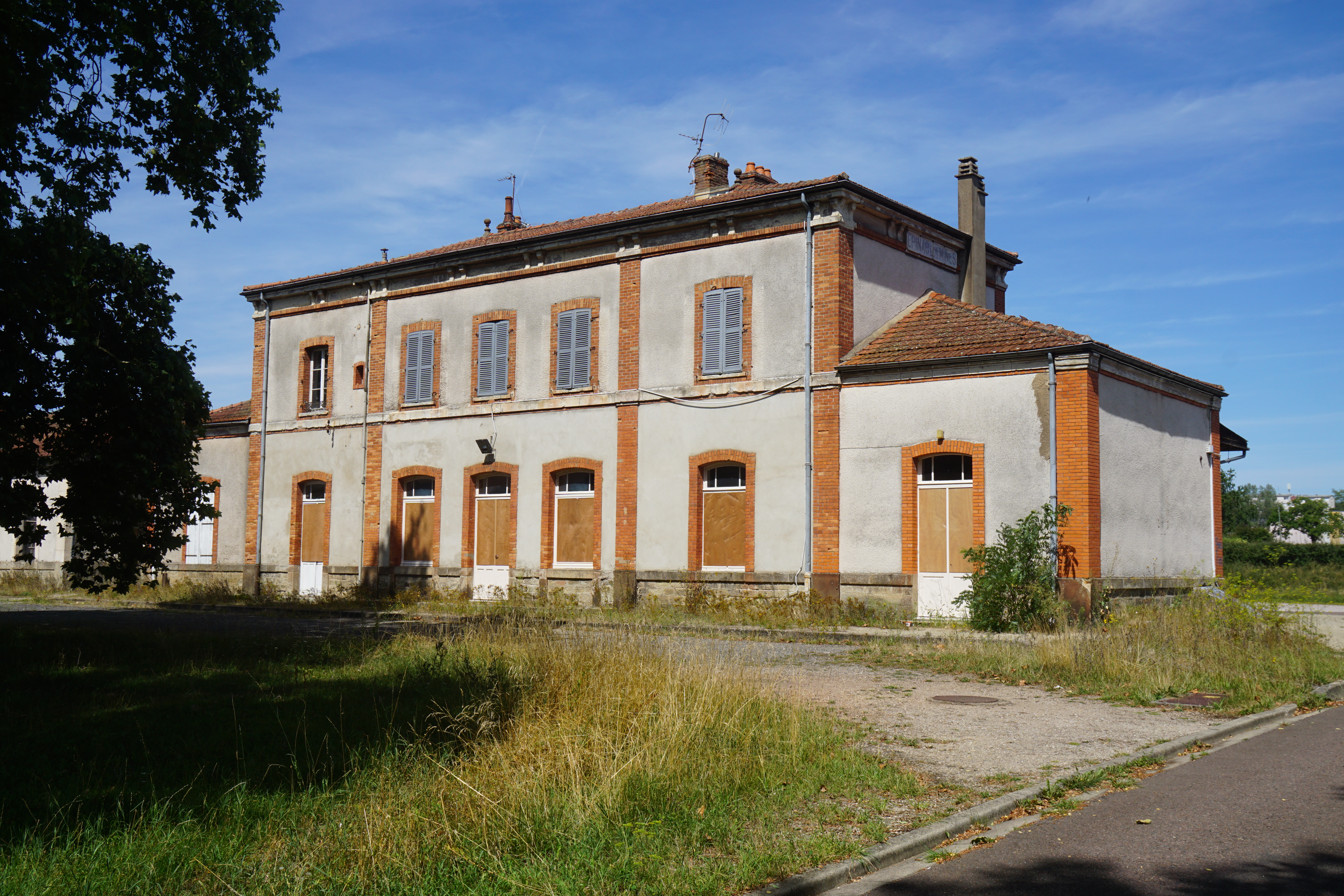
废弃的埃皮纳克火车站

距离埃皮纳克最近的运营中的客运铁路车站为27公里外的沙尼站，该站停靠往返于第戎和马孔之间的区域列车，部分班次可直通巴黎及里昂，另有前往蒙沙南方向的区域列车。

### 航空
埃皮纳克距离多勒机场的公路里程大约85公里。

### 城市公共交通
截至2024年12月，埃皮纳克暂无城市公共交通系统。

## 政治

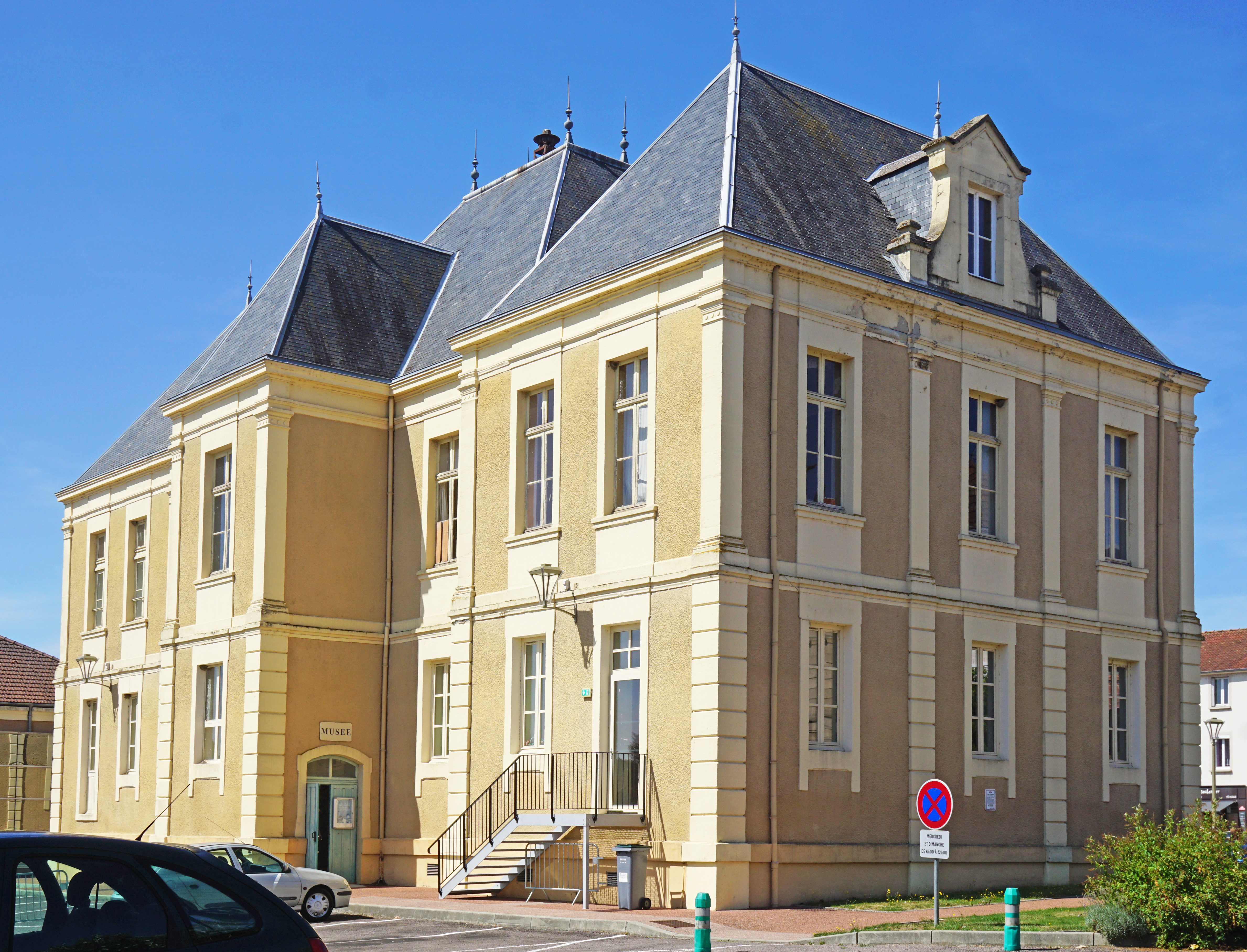
埃皮纳克市政厅

埃皮纳克的现任市长为让-弗朗索瓦·尼古拉先生（Jean-François NICOLAS），他是社会党的一名成员，在2020年的市政选举中获得了51.70%的支持率。
在2022年的法国总统大选的第二轮选举中，法国极右翼政党国民阵线主席玛丽娜·勒庞在埃皮纳克获得了63.57%的支持率。

## 人口
2021年，埃皮纳克市镇人口数量为2,150，在法国排名第5,082位。其中男性1,011人，女性1,139人，75岁及以上人口占12.8%，外籍人口数量为68人，人口密度为83人/平方公里，当地居民被称为（男性）或（女性）。2022年，埃皮纳克境内出生23人，死亡人口42人。
| 埃皮纳克1901年－2021年人口变化情况 |
|                                    |
| 数据来源：Cassini、INSEE           |

## 经济
埃皮纳克是一个区域性的中心城市。截至2024年12月，埃皮纳克市镇范围内共有各类用人单位（包含自雇）300家，平均历史为18年，其中98.7%为中小型企业（PME），2024年10月至12月间，当地的经济活力指数为0。（金属部件制造）、（钻井）及（建筑工程）是当地2022年已公布营业额最高的三个企业，分别为12,310,349欧元、3,309,575欧元和1,148,600欧元。

## 财政与居民收入
2023年，埃皮纳克的财政收入总额为1,954,140欧元，财政支出总额为1,341,420欧元，当年的债务总额为2,884,400欧元。2023年，埃皮纳克市镇通过增值税获得196,530欧元的收入，此外当地还共获得了403,350欧元的国家直接财政补助。
| 埃皮纳克居民收入情况                             | 埃皮纳克居民收入情况 | 埃皮纳克居民收入情况  | 埃皮纳克居民收入情况 |
| 内容                                             | 埃皮纳克             | 法国                  | 统计年份             |
| ------------------------------------------------ | -------------------- | --------------------- | -------------------- |
| 征税家庭总数                                     | 1,048                | 1,081（法国市镇平均） | 2022年               |
| 居民平均月收入                                   | 1,980欧元            | 2,435欧元             | 2022年               |
| 高级职员人均月收入                               | 3,206欧元            | 4,331欧元             | 2021年               |
| 中级职员人均月收入                               | 2,178欧元            | 2,470欧元             | 2021年               |
| 普通职员人均月收入                               | 1,732欧元            | 1,801欧元             | 2021年               |
| 贫困率                                           | 19%                  | 14.5%                 | 2020年               |
| 青壮年（15至64岁）失业率                         | 13.8%                | 7.4%                  | 2020年               |
| 征税家庭数量占比                                 | 29.6%                | 45.5%                 | 2020年               |
| 家庭年均纳税                                     | 2,359欧元            | 4,393欧元             | 2022年               |
| 资料来源：INSEE、L'Internaute、Le Journal du Net |                      |                       |                      |

## 社会事务

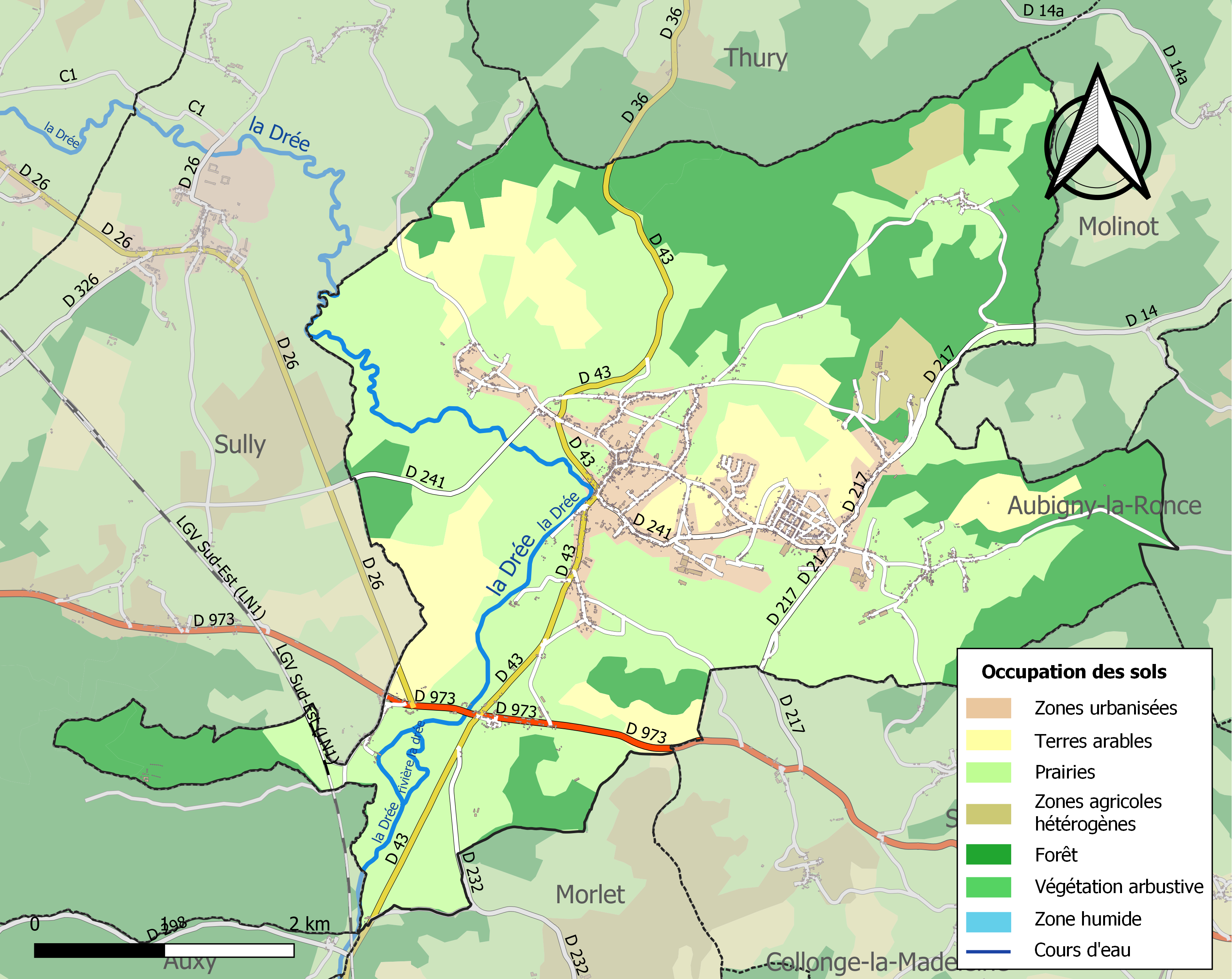
埃皮纳克土地利用情况地图

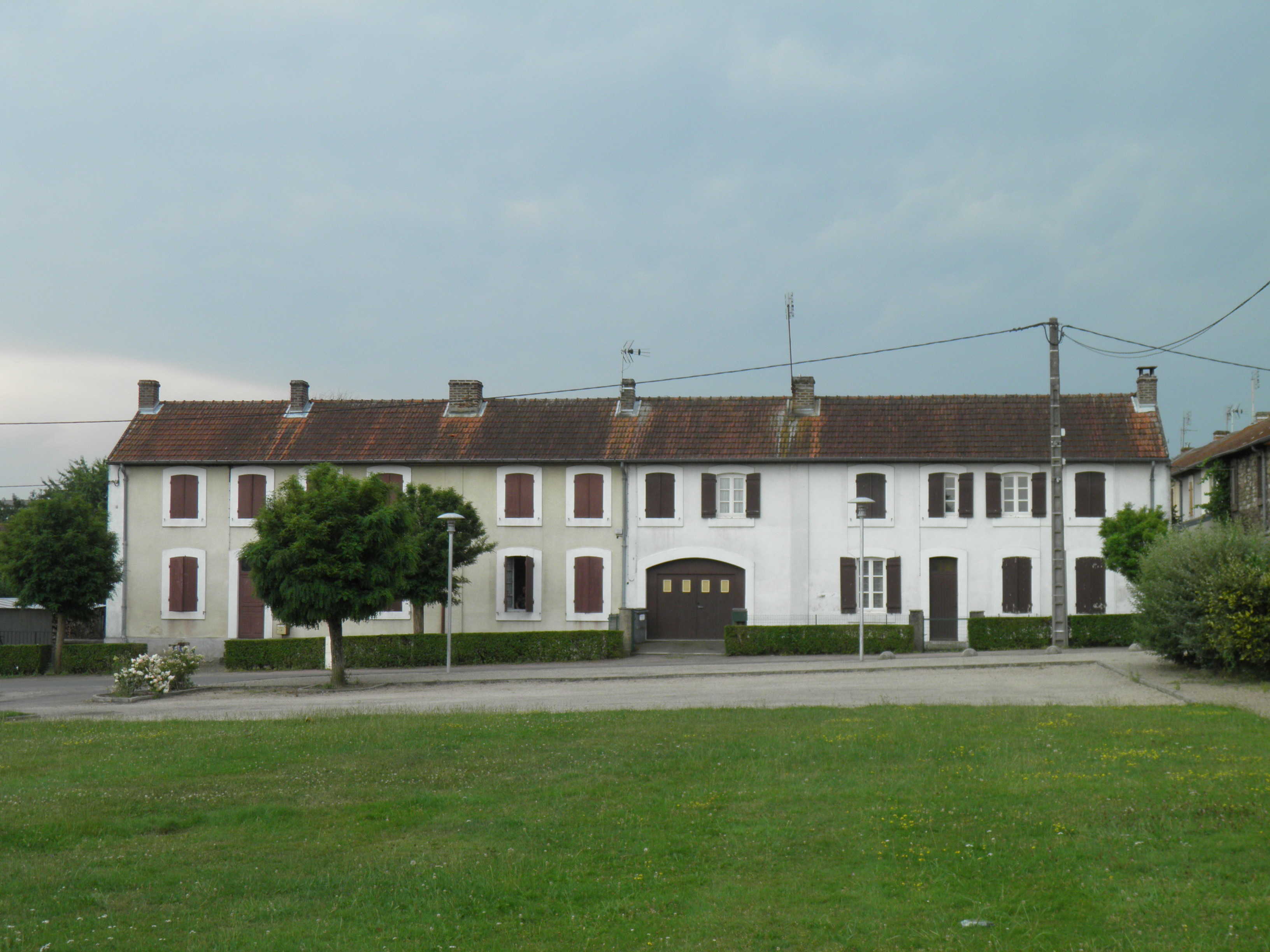
一处民居

### 教育
埃皮纳克属于第戎学区。截至2023年1月1日，埃皮纳克境内共有1所幼儿园、1所小学和1所初级中学。2022至2023学年度，埃皮纳克境内共有在校中等教育阶段学生149名。

### 医疗
截至2023年1月1日，埃皮纳克境内共有全科医生4名、保健师3名、牙医1名和护士12名。境内共有药房2家、养老院1家。
距离埃皮纳克最近的区域性医疗机构为欧坦中心医院（Centre Hospitalier d'Autun），其主病区医院位于欧坦市区，距离埃皮纳克市区的正常车程大约分钟，该院设有床位159个。

### 住房
2021年，埃皮纳克境内共有各类住房1,423套，其中82.1%为独立式住宅，16.7%为集中式住宅。常住房屋占埃皮纳克市镇范围内居民建筑总量的71.3%。
在住房保障政策方面，2023年，埃皮纳克境内共有430户家庭获得了家庭津贴补助，受益人数占总人口数量的20.0%，其中165份为房租补助。

### 商业
2021年，埃皮纳克境内共有各类实体商铺56家，其中餐厅4家、大型超市1家、面包房3家、书店1家、装饰品店1家、美容美发店4家、汽车维修店3家。埃皮纳克镇中心东部建有一家Colruyt超市。

### 体育
2023年，埃皮纳克境内共有1间体育馆、1处网球场以及2处足球或橄榄球场。
截至2024年12月，埃皮纳克青年体育协会（Entente Jeunesse Sportive Épinacoise，编号506811）是埃皮纳克境内唯一的一家注册足球俱乐部，其主队2024至2025赛季参加索恩-卢瓦尔省足球联赛乙组（法国第十级别），其主场为米歇尔·托珀诺球场（Stade Michel Taupenot）。

### 环境
埃皮纳克的环境事务由其所属的大欧坦莫尔旺市镇公共社区联合各级政府协调负责。2021年，埃皮纳克境内暂无污染企业。

### 治安
2021年，埃皮纳克市镇范围内共有1处宪兵队。
2023年，埃皮纳克市镇范围内累计记录各类案件82起，其中盗窃类案件16起，人身侵犯类案件44起，毒品交易类案件2起。

## 文化

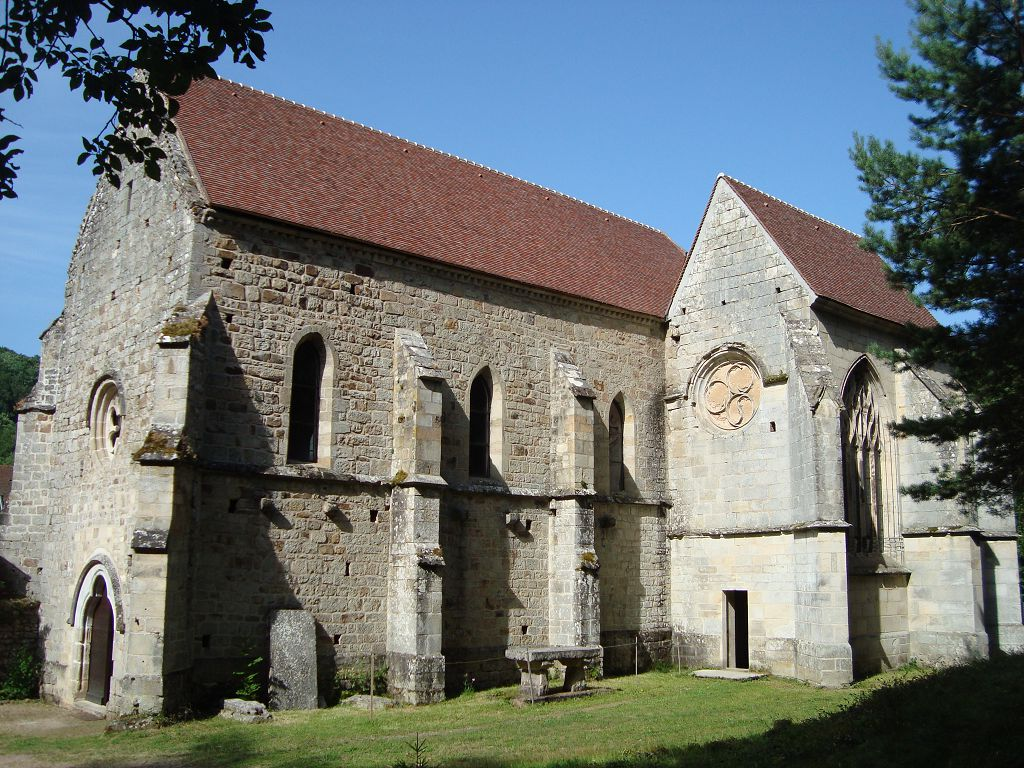
圣伯努瓦河谷修道院

2021年，埃皮纳克境内暂无任何文化设施。埃皮纳克境内建有巴勃罗·聂鲁达多媒体中心（Médiathèque Pablo Neruda），每周二、三、五向公众开放。

### 建筑
埃皮纳克境内有多处历史建筑，其中圣伯努瓦河谷修道院、奥廷格矿井等为法国国家文物保护单位。

### 旅游
埃皮纳克的旅游事务由其所属的大欧坦莫尔旺市镇公共社区联合各级政府协调负责。2024年，埃皮纳克境内共有1个露营地，可容纳共80辆露营车。

### 媒体
法国主要的媒体均可在埃皮纳克接收，法国电视三台下属的勃艮第-弗朗什-孔泰大区频道在部分时段播出埃皮纳克所在索恩-卢瓦尔省的地方新闻。《索恩-卢瓦尔省日报》、蓝色法兰西勃艮第广播等是当地主要的地方性媒体。

## 相关人物
法国抵抗运动成员安德烈·蒲鲁东在埃皮纳克被枪杀，当地建有其纪念碑。

## 友好城市
截至2024年12月，埃皮纳克共与一座城市建立了友好城市关系：
- 德国 施泰因韦勒